# Hotel Montana (Port-au-Prince)
Koordinaten: 18° 31′ 37,8″ N, 72° 17′ 50,4″ W
Das Hotel Montana ist ein Hotel in der haitianischen Hauptstadt Port-au-Prince. Oberhalb des Stadtzentrum liegt es an der nach Pétionville führenden Rue Bourdon. Das Hotel Montana ist seit der Gründung im Jahr 1947 im Privatbesitz der Familie Cardozo. Es war eines der luxuriösesten und bekanntesten Hotels Haitis, bevor es im Erdbeben von 2010 völlig zerstört wurde.

## Geschichte
Das Hotel wurde  im Jahr 1947 nach Plänen des Architekten Frank Cordozo gebaut. Es wurde unter dem Namen Hotel Beau-Site zum 200. Jahrestag der Gründung der Stadt Port-au-Prince eröffnet und hatte zunächst 12 Zimmer. Es liegt am Ende der von der Rue Boudin abgehenden, auf eine Anhöhe führenden Rue Franck Cardozo. Im Jahr 1973 übernahmen die Töchter von Frank Cardozo, Nadine und Garthe, das Hotel. In Hôtel Montana umbenannt, wurde es im Laufe der Jahrzehnte zu einem bevorzugten Ziel international bekannter Besucher Haitis, die die Einrichtungen des Hotels auch für Tagungen und Konferenzen nutzten.
Der UN-Generalsekretär Kofi Annan, die Schauspieler Angelina Jolie und Brad Pitt, der frühere US-Präsident Bill Clinton und die Generalgouverneurin von Kanada, Michaëlle Jean gehören zu dem Kreis bekannter Gäste des Hotels. Als es nach den Wahlen des Jahres 2006, nach denen René Préval seine zweite Amtszeit als Präsident antreten konnte, trotz der Anwesenheit der UN-Stabilisierungstruppe MINUSTAH zu massiven Protesten der Bevölkerung kam, drangen Demonstranten in das Hotel vor und besetzten den Außenbereich einschließlich des Swimming-Pools. Der südafrikanische Bischof Desmond Tutu hielt sich zu diesem Zeitpunkt im Hotel auf und beruhigte die Menge durch eine Ansprache vom Balkon aus.
Zu dieser Zeit war der weitere Ausbau des Hotels sukzessive fortgeschritten. Auf sieben Stockwerken befanden sich 145 Gästezimmer. Neben dem Swimming-Pool verfügte es über acht Konferenzräume und eine kleine Kapelle. Als erster Beherbergungsbetrieb des Landes erhielt das Montana die 4-Sterne Klassifizierung.

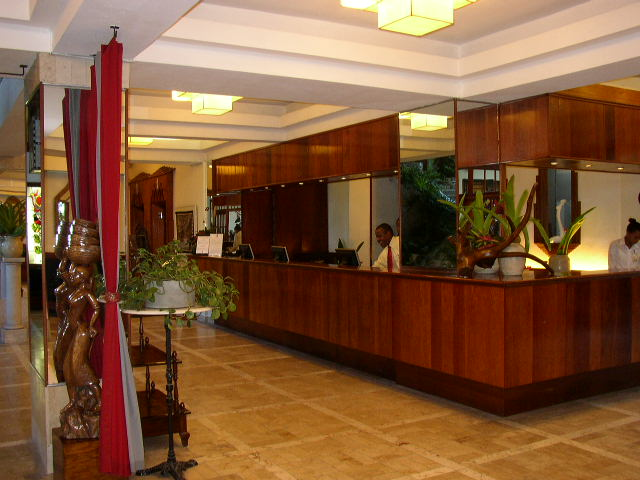
Eingang und Rezeption (vor dem Erdbeben von 2010)

Mit der Planung der laufenden Aus- und Umbaumaßnahmen des Hotels war inzwischen der Münchner Architekt Falk von Tettenborn beauftragt. Nadine Cardozo hatte am Rand der Olympischen Sommerspiele des Jahres 1972 in München ihren Mann Reinhard Riedl kennengelernt, der Kontakte nach Bayern herstellte. Der Ausbau wurde, obwohl Haiti ein stark durch Erdbeben gefährdetes Land ist, ohne hinreichende Beachtung entsprechend sicherer Bauweise auf der Anhöhe extensiv fortgeführt. Am 22. Oktober 2009 eröffnete das Hotel eine gegenüber dem Haupteingang gelegene Restaurant- und Ladenzeile, in der sich auch eine größere Kapelle befand, die Hochzeitspaaren Gelegenheit gab, direkt am Ort der Feier auch die Trauung zu gestalten.
Bei dem Erdbeben in Haiti 2010 brachen die Gebäude des Hotels bis auf wenige Nebentrakte und tiefer gelegene Konferenzsäle in sich zusammen. Im Hotel waren 85 Todesopfer zu beklagen. Die Inhaberin Cordozo-Riedl war selbst 105 Stunden (mehr als 4 Tage) in den Trümmern eingeschlossen, bevor ihre Rettung gelang. Ihre Geschichte gab Anlass für eine Reihe von ausführlichen Schilderungen vor Ort befindlicher Journalisten.

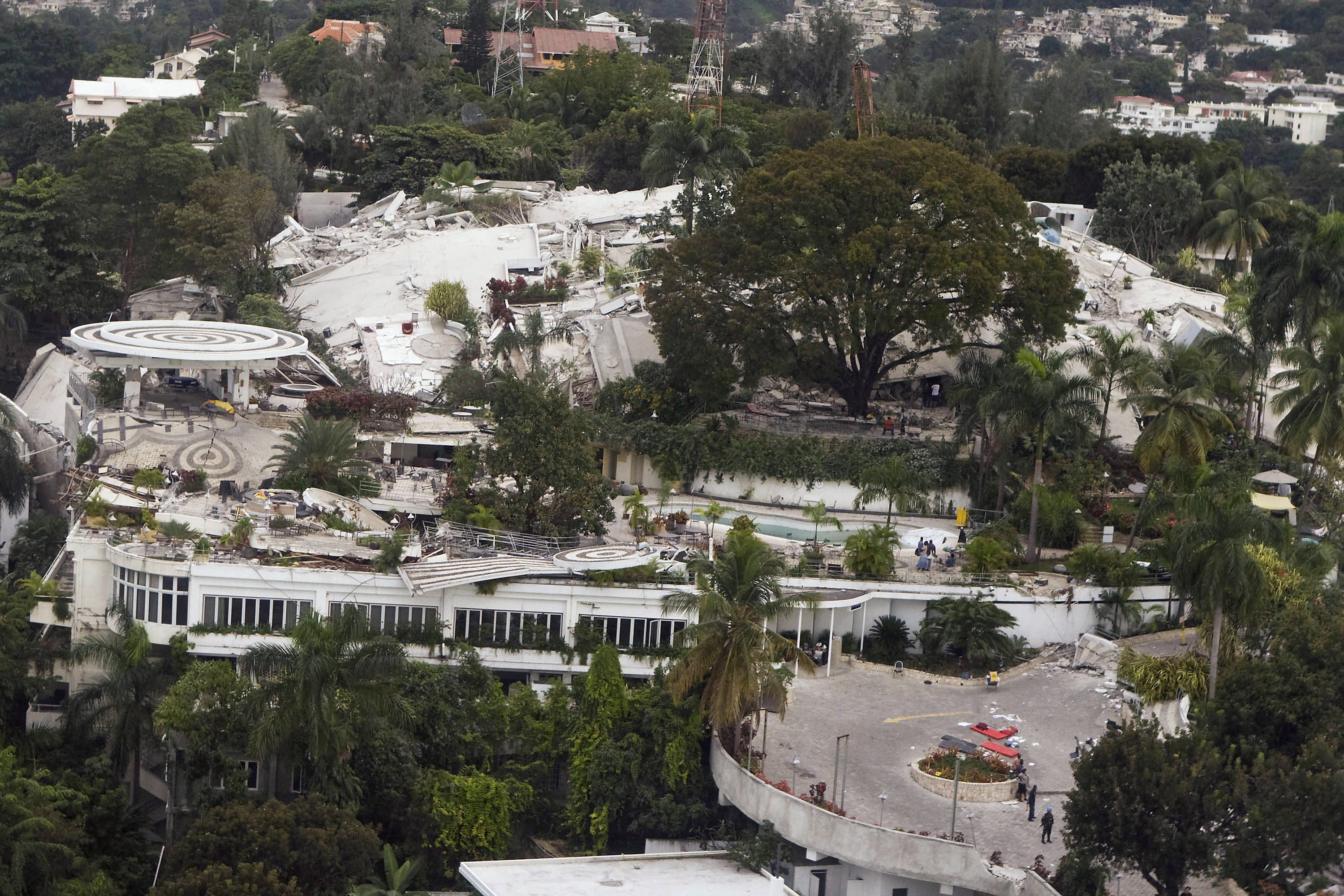
Hotel Montana nach dem Erdbeben vom 12. Januar 2010

Nach Beseitigung der Trümmer begannen die Schwestern Cardozo mit dem Wiederaufbau. Bis zum Jahr 2014 waren wieder 65 Gästezimmer und ein Restaurant entstanden. Geplant wurde eine künftige Kapazität von 120 erdbebensicheren Zimmern. Am Rand des Geländes wurde ein Erinnerungspark für die Opfer der Katastrophe von 2010 eingerichtet, in dem regelmäßige Veranstaltungen zum Gedenken an die Verstorbenen stattfinden.
Am 20. August 2021 wurde im Hotel Montana der Accord de Montana unterschrieben. Es handelt sich um eine Vereinbarung verschiedener politischer Repräsentanten Haitis, mit der die innenpolitische Krise nach der Ermordung von Jovenel Moïse durch einen Transitionsprozess überwunden werden sollte. Das Hotel erhielt sich seinen Status als bevorzugte Adresse für offizielle Veranstaltungen. Am 21. und 22, Juni 2024 zog sich die neue Regierung von Garry Conille zu einer Klausurtagung hierher zurück.

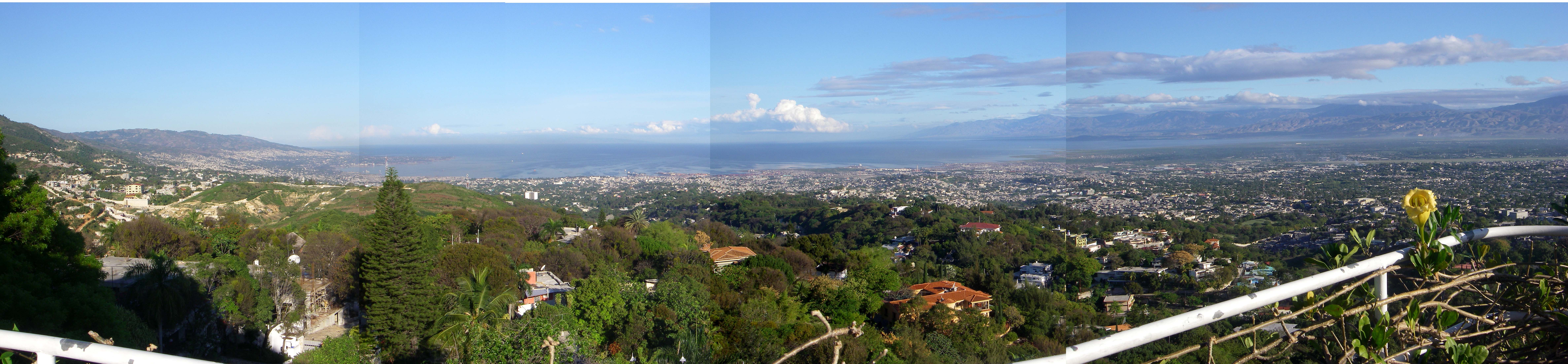
Blick vom Balkon der 5. Etage des Hotels Montana auf Port-au-Prince (vor dem Erdbeben von 2010)